# Rue des Eaux
La rue des Eaux est une voie du 16e arrondissement de Paris, en France.

## Situation et accès
Cette rue a la particularité d'être constituée de deux tronçons distincts : 
- le premier, long d'environ 130 mètres, venant du quai de Passy, débouche sur le square Charles-Dickens ;
- le second est piéton et étroit, comportant des escaliers et s'élevant sur une longueur de 63 mètres jusqu'à la rue Raynouard.

Le quartier est desservi par la ligne 6 à la station Passy.

## Origine du nom
Elle porte ce nom en raison du voisinage de la source minérale ferrugineuse de Passy, qui fut découverte lors de son creusement et qui disparut vers 1770.

## Historique

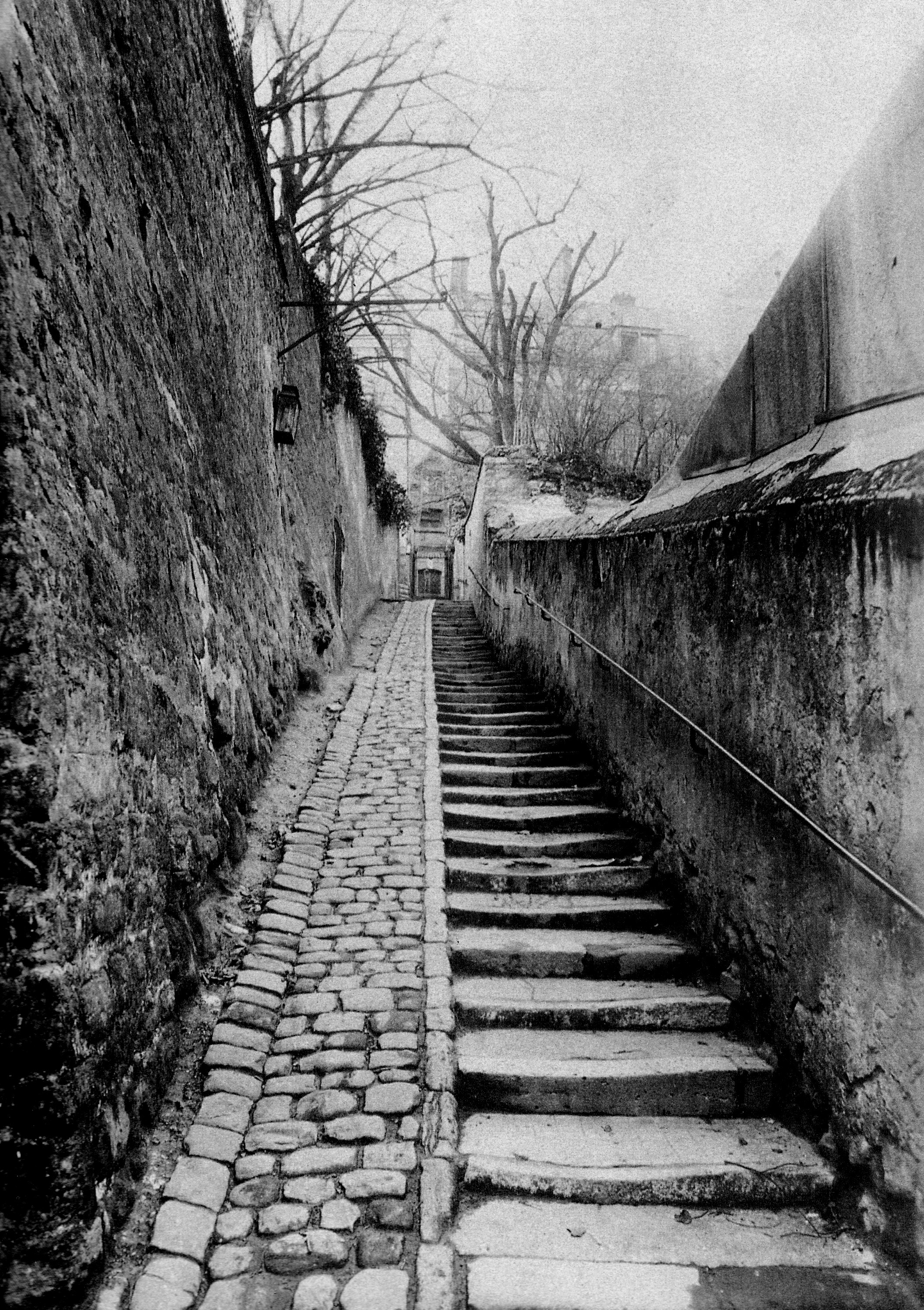
La rue des Eaux en 1901 (photographie d'Eugène Atget).

Cette rue, ouverte vers 1650, figure sur le plan de Roussel de 1730.
La découverte d'une source lors du percement de la voie est à l'origine de la création des Eaux de Passy un demi-siècle plus tard.
Elle s’est auparavant appelée « ruelle des Eaux » puis « passage des Anciennes-Eaux ». Les habitants de Passy en usent pour mener leur bétail s'abreuver à la Seine.
Dans son roman Une page d'amour, Émile Zola donne une très intéressante description de cette voie qui était alors appelée « passage des Eaux ».
C'était à l'origine une voie privée mais son premier tronçon a été ouvert à la circulation automobile en 1988.

## Bâtiments remarquables et lieux de mémoire
- No 4 : Adrienne Bolland (1895-1975), la célèbre aviatrice, y demeure dans les années 70[6].
- No 5 : immeuble Art nouveau construit par  l'architecte Albert Vèque (1913)[7] avec vue plongeante sur le square Alboni.
- No 6 : annexe du consulat général d'Algérie à Paris et site de l'École internationale algérienne.
- No 8 : immeuble construit dans les années 1920 par F. Carrer.
- No 12 : immeuble construit par François-Adolphe Bocage (1911).
- C'est entre les deux tronçons de cette rue, au 5, square Charles-Dickens, que se trouve le musée du Vin[8].

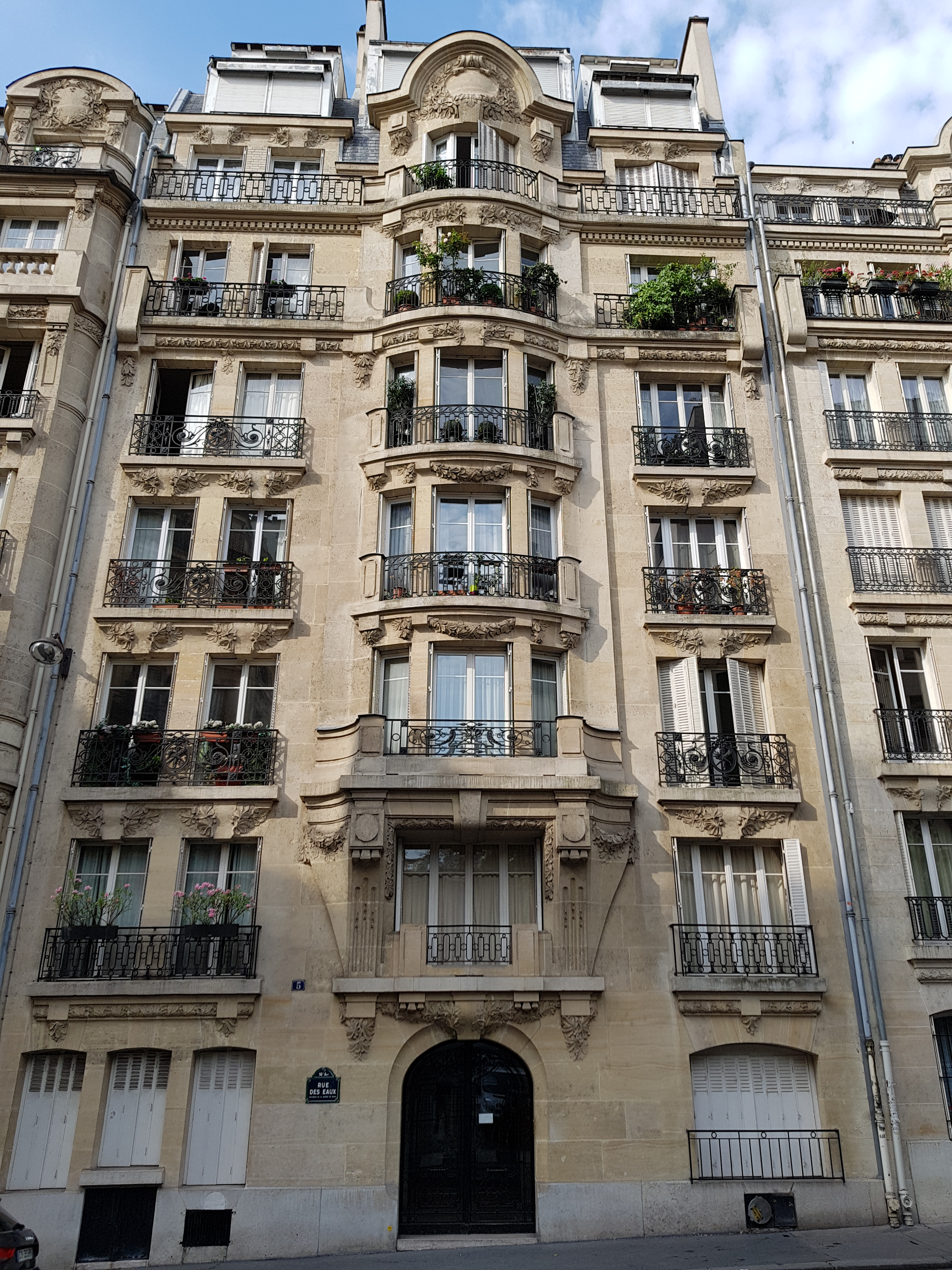
Immeuble du no 5 (1912) vu depuis le square Alboni.
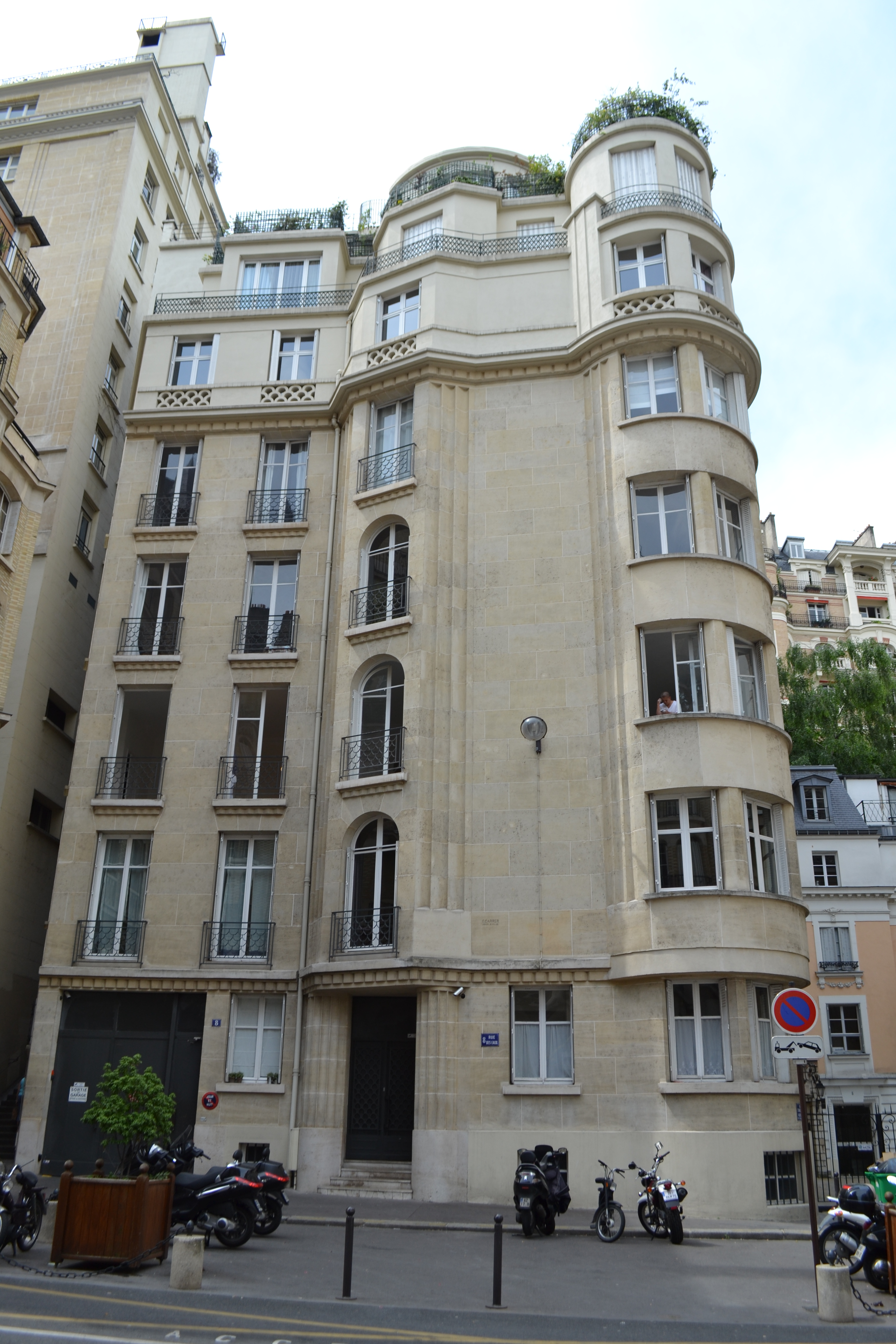
Immeuble du no 8 (vers 1920).
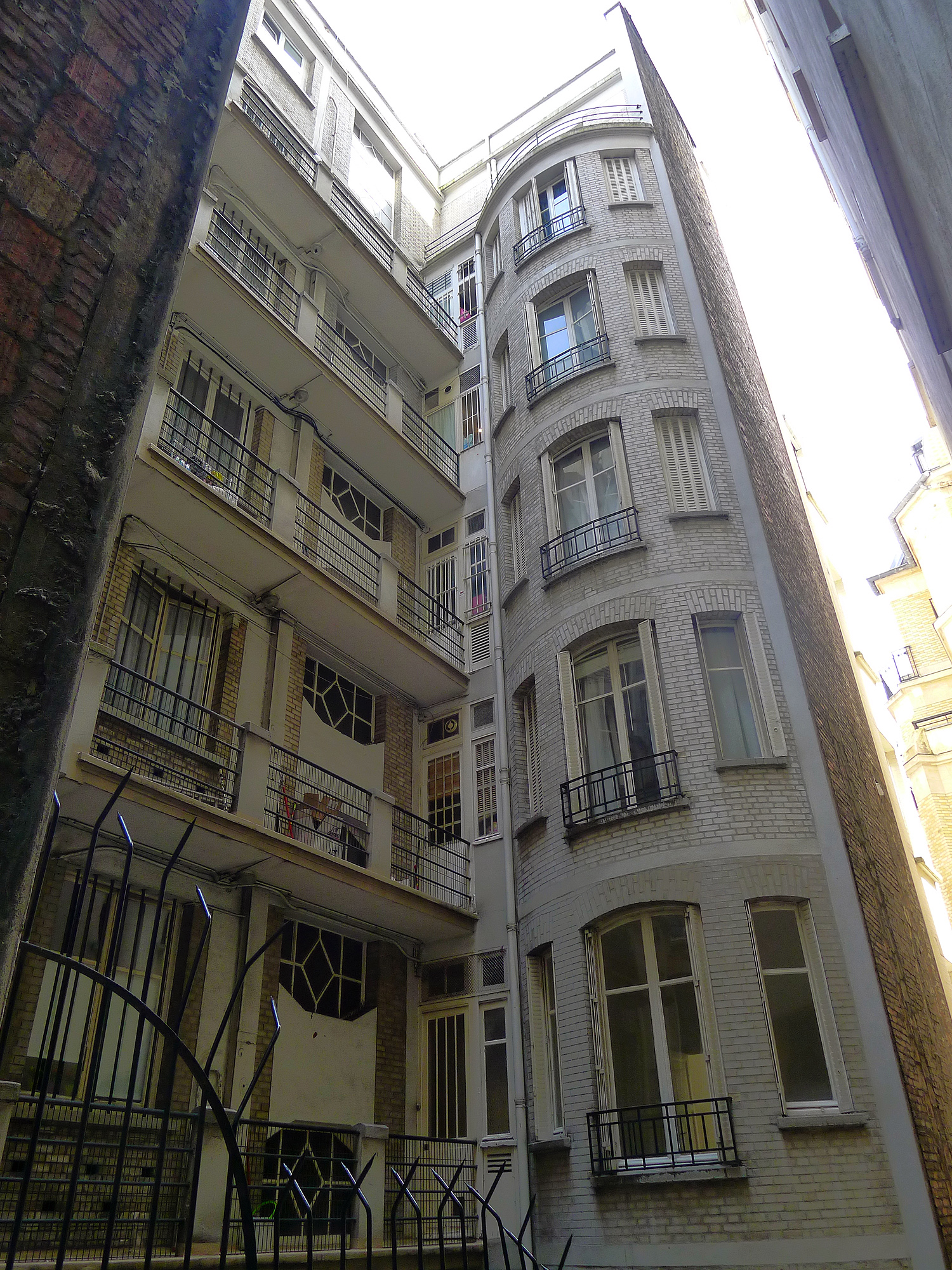
Façade arrière du no 8.
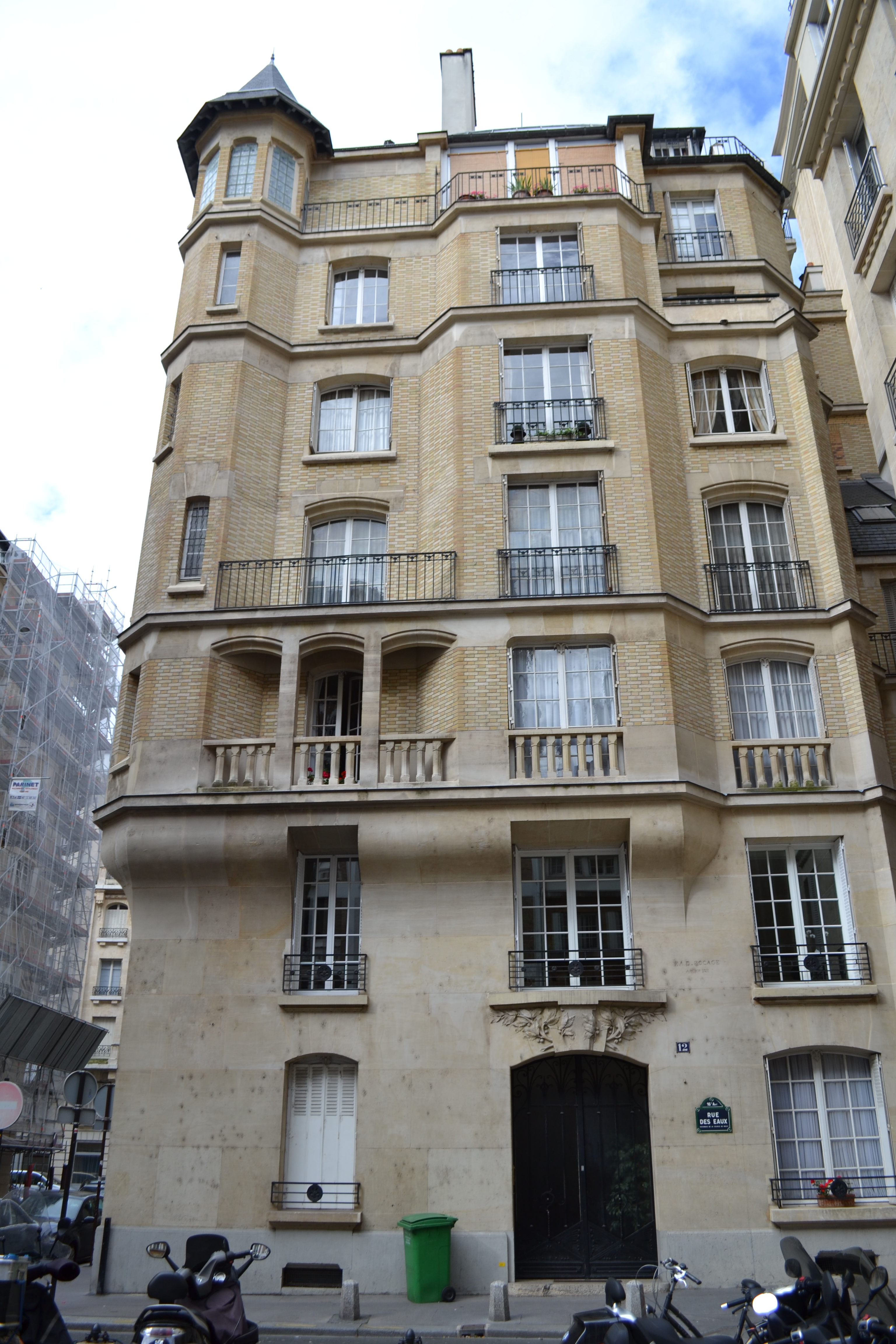
Immeuble du no 12 (1911).

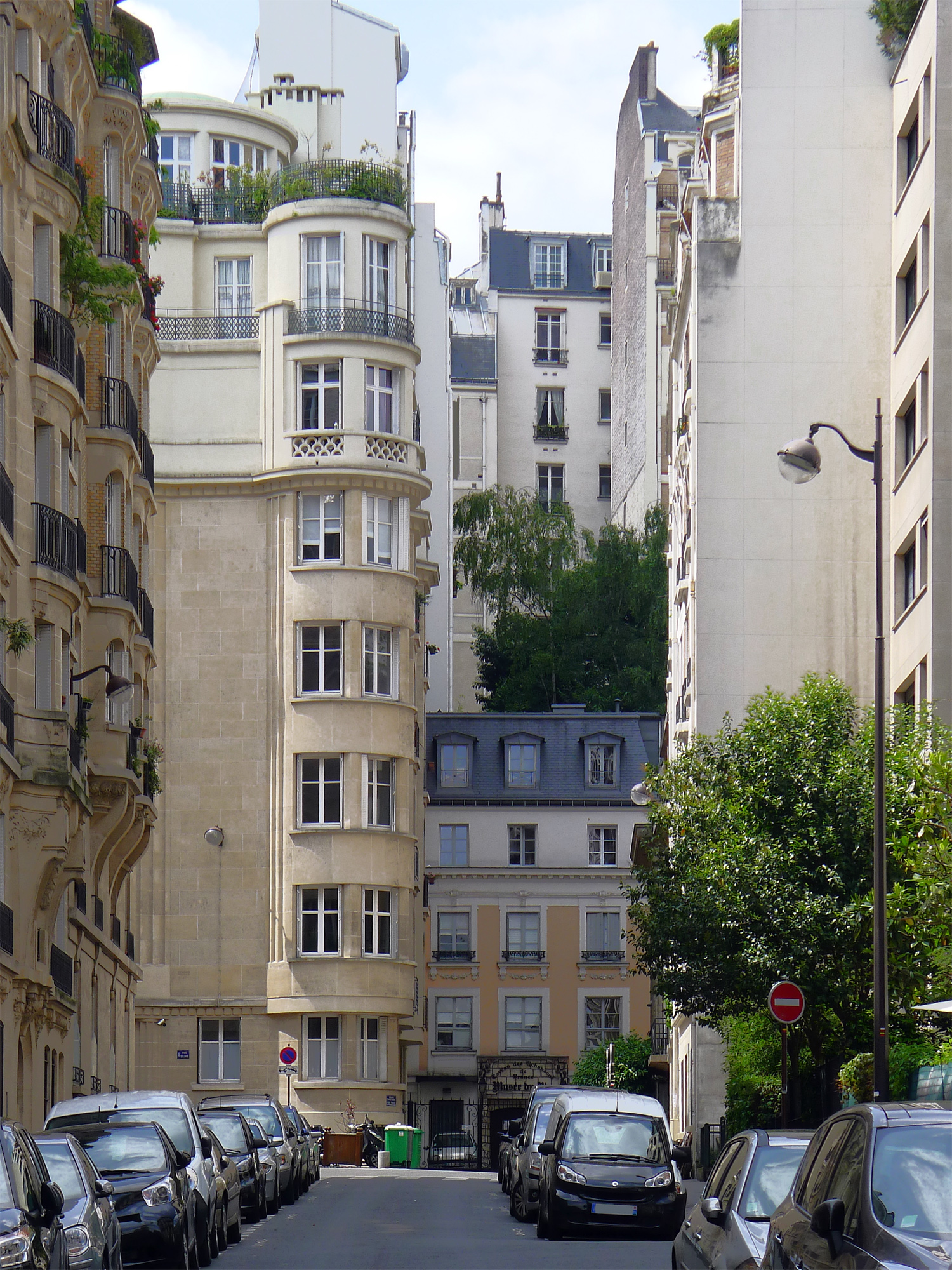
Premier tronçon de la rue.
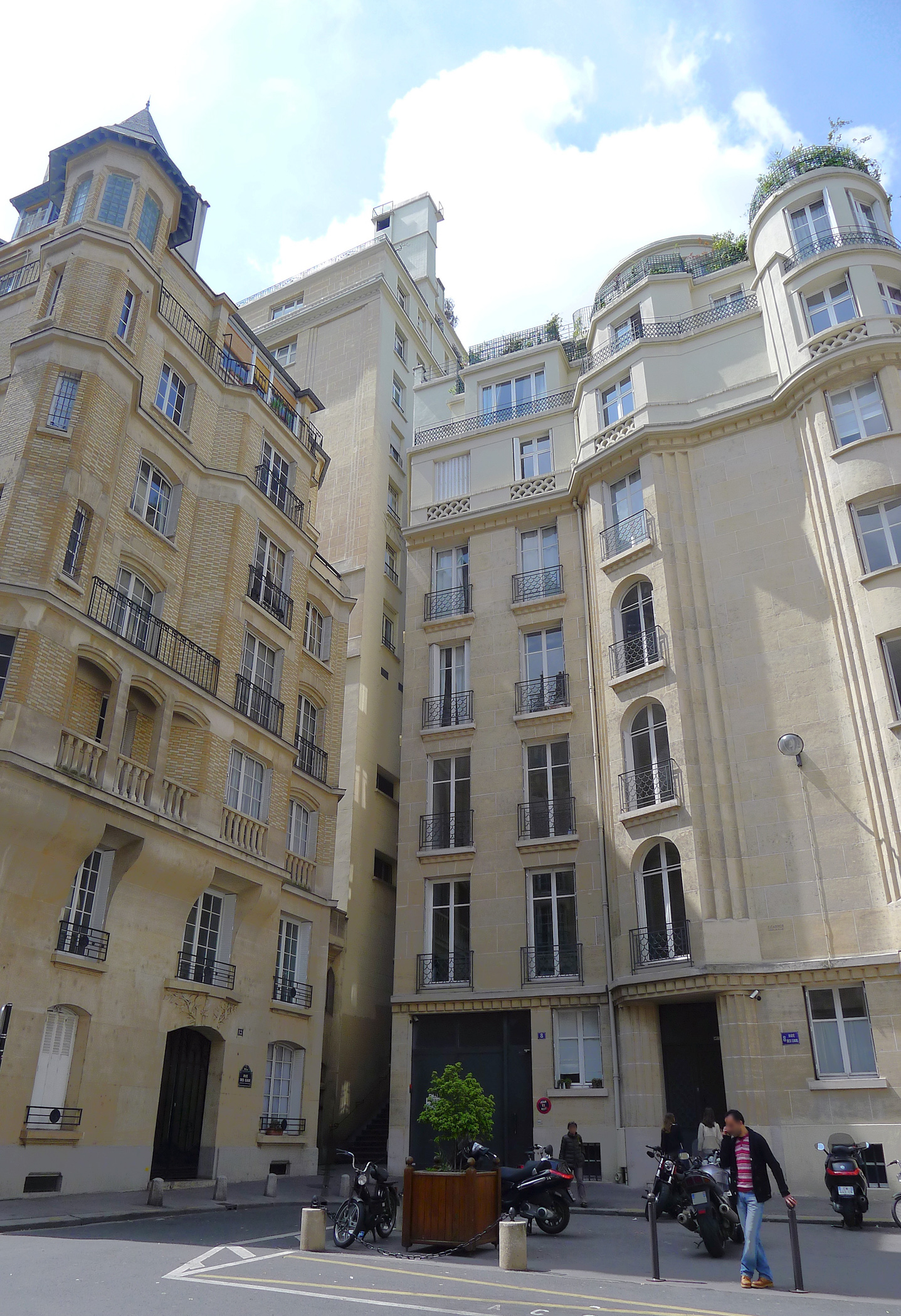
Le square Charles-Dickens.
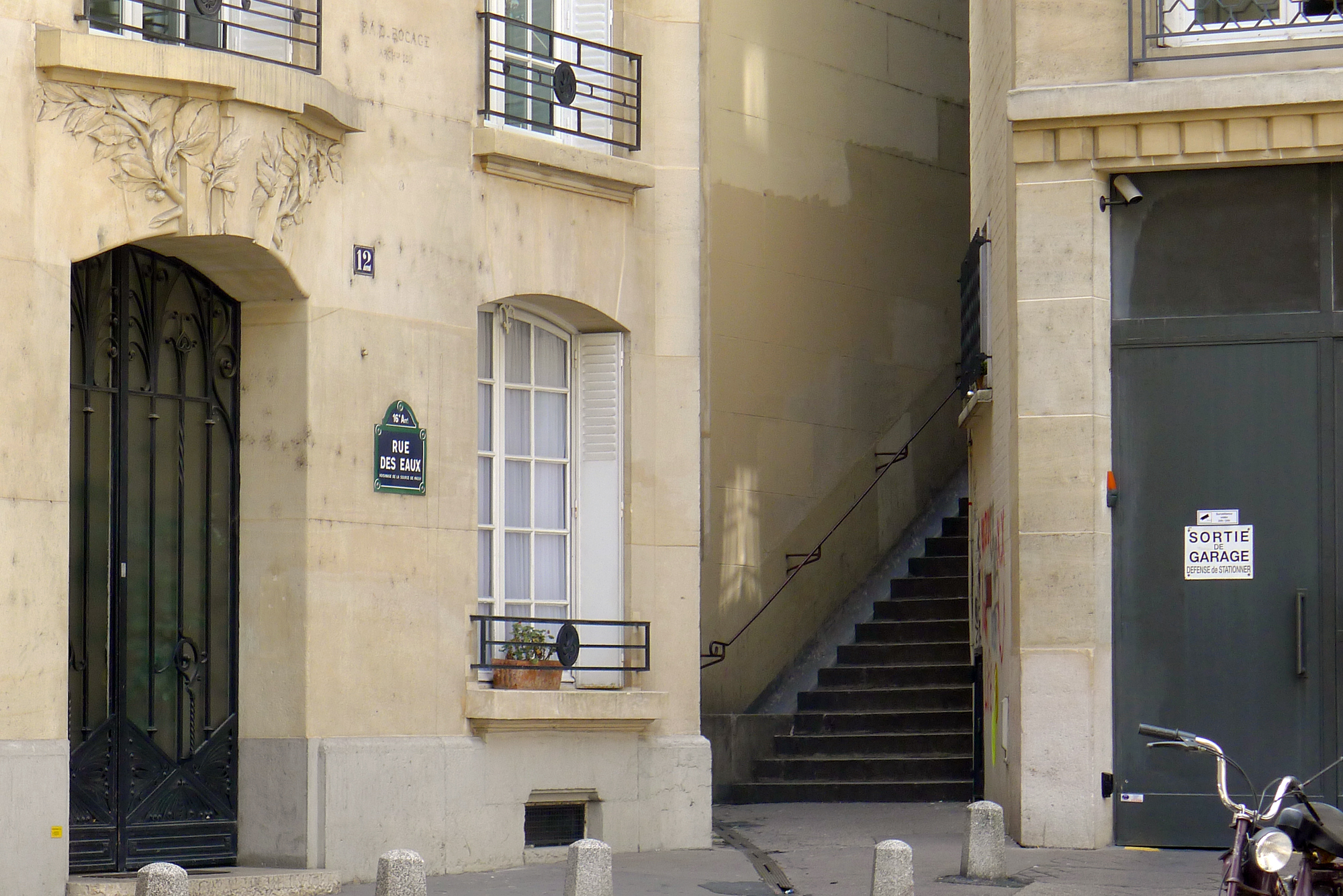
L'entrée du dernier tronçon en escaliers.
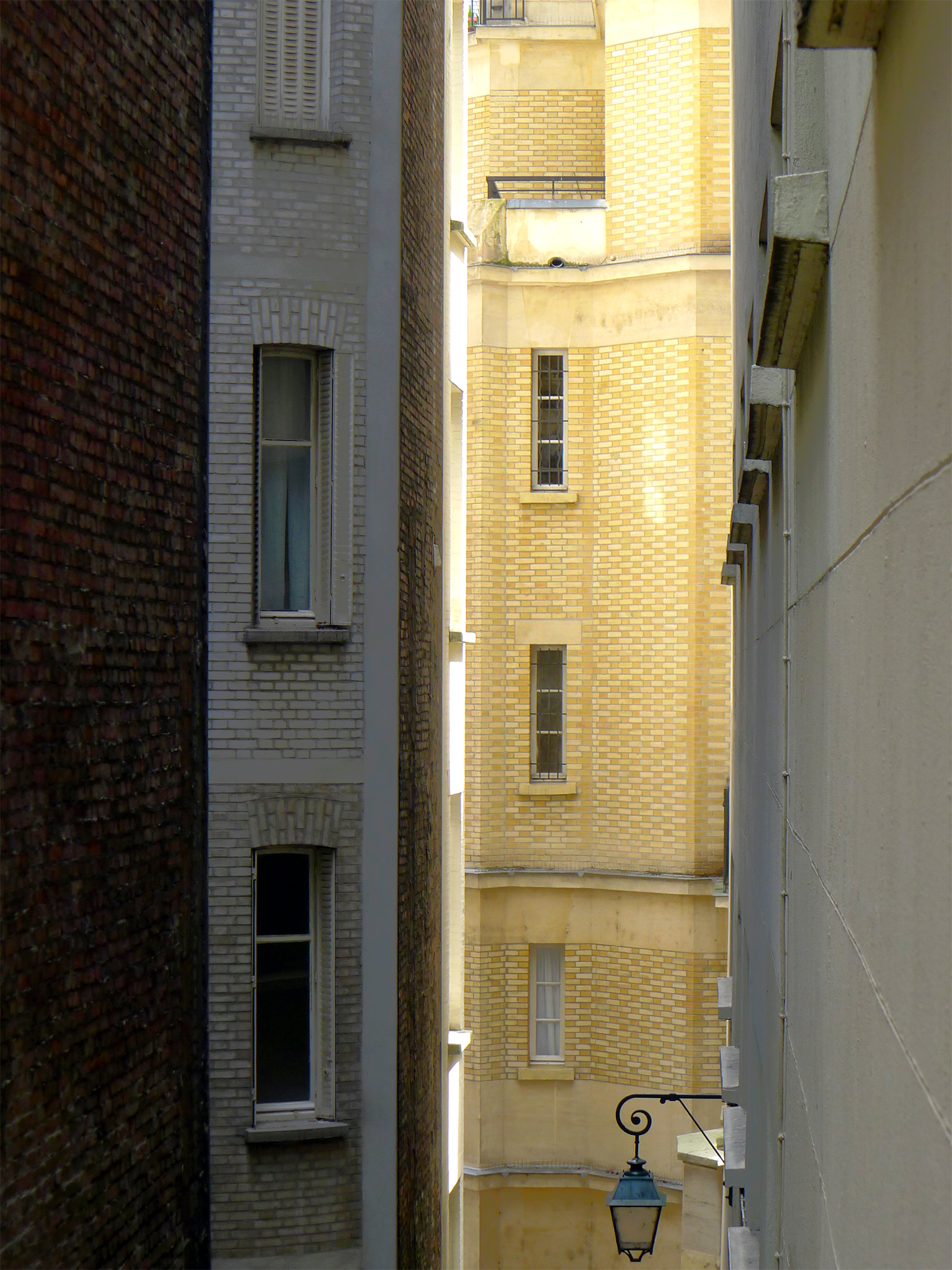
Un passage étroit.
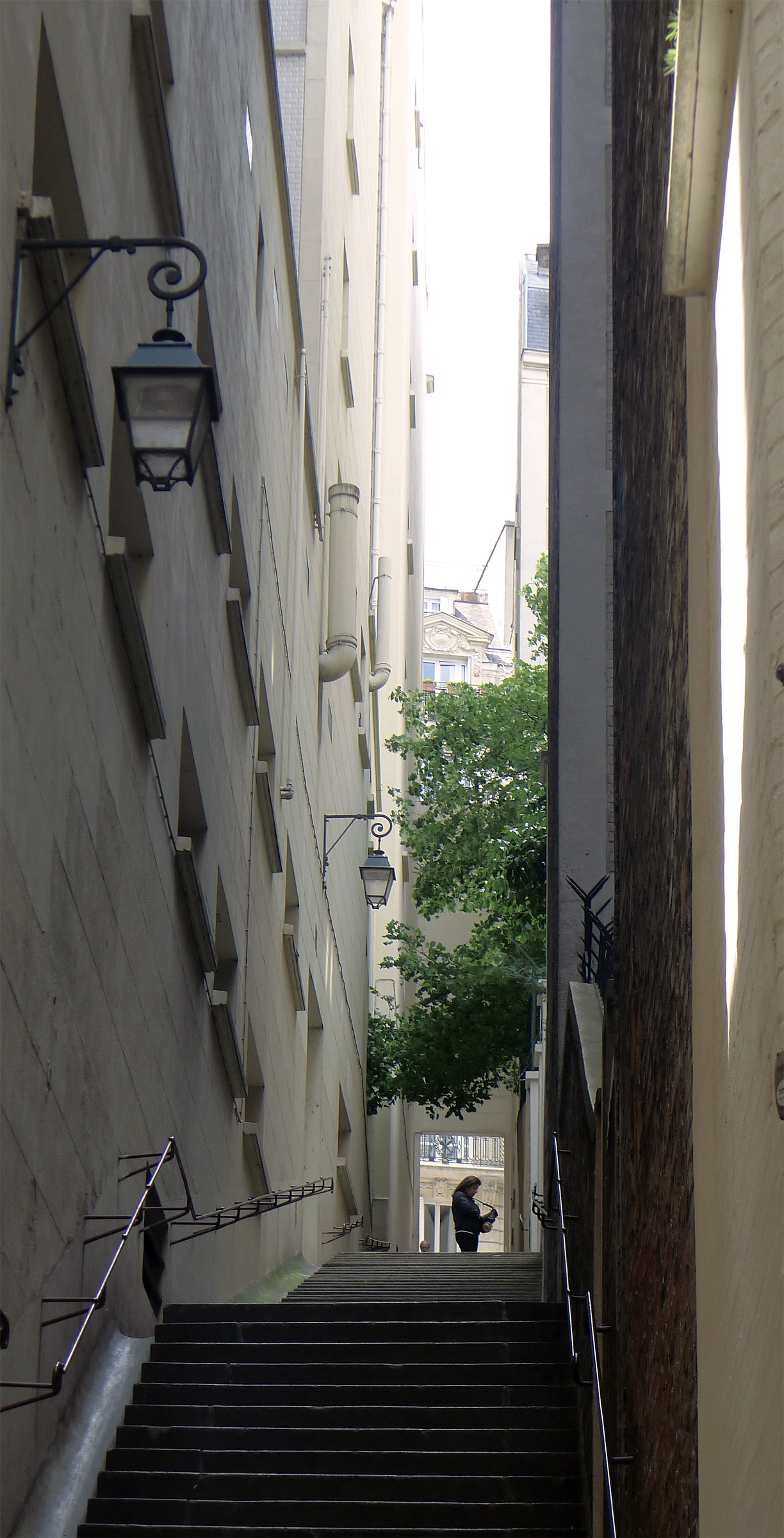
Le dernier tronçon remonte jusqu'à la rue Raynouard.

### Littérature
- Dans Une Page d'amour (1879) d'Émile Zola, la mère Fétu habite une mansarde « passage des Eaux », « connu à peine de quelques habitants des rues voisines », « ruelle escarpée » dotée d'un « étrange escalier ».
- Paris rue des Eaux est le nom d'un des poèmes du recueil L'Université inconnue de Roberto Bolaño (Œuvres complètes, I, éd. de l'Olivier, 2020).
- En 2025, Jean Echenoz relate dans Bristol « le drame de la rue des Eaux » : « Bristol vient de sortit de son immeuble quand le corps d'un homme nu, tombé de haut, s'écrase à huit mètres de lui. Bristol n'y prête pas attention et se dirige vivement vers la Seine ».

### Cinéma
- En 1972, la rue des Eaux et le square de l'Alboni servent de lieu de tournage du film Le Dernier Tango à Paris de Bernardo Bertolucci avec Marlon Brando et Maria Schneider, en utilisant en particulier des vues prises depuis le no 5.
- En 1981, la rue des Eaux sert au tournage du film Le Professionnel, réalisé par Georges Lautner. Le personnage principal, Josselin Beaumont, interprété par Jean-Paul Belmondo, retrouve son épouse dans leur appartement au 6e étage du no 5.
- En 1981, une scène du film de Jacques Rivette Le Pont du Nord avec Bulle et Pascale Ogier se déroule dans l'escalier de la rue des Eaux.
- En 2000, l'escalier de la rue des Eaux sert de décor à l'une des premières scènes du film La Captive de Chantal Ackerman. On y voit le personnage incarné par Stanislas Merhar suivre en toute discrétion celui incarné par Sylvie Testud.